# Gangnam Style
Pour les articles homonymes, voir Gangnam.
Singles de Psy
It's Art
(2010) Gentleman
(2013)
Gangnam Style (en coréen : 강남 스타일 [kaŋnam sɯtʰail], translittération Gangnam Style, qui signifie littéralement Style de Gangnam, du nom de ce quartier de Séoul considéré comme le plus riche de la région métropolitaine) est une chanson parodique du chanteur sud-coréen Psy, de son vrai nom Park Jae-Sang (hangeul:박재상), cosignée avec Yoo Gun-Hyung. Le single est extrait de l'EP Psy 6 (Six Rules), Part 1 (2012).
La chanson est connue pour son humour et son rythme accrocheur, accompagnés d'une chorégraphie insolite imitant un cavalier à cheval.
Le single sort le 15 juillet 2012 et entre directement numéro un du classement sud-coréen, le Gaon Chart. Il connaît ensuite un succès planétaire, particulièrement à travers sa diffusion sur les sites de partage vidéo, le clip officiel de la chanson devenant le plus visionné de l'histoire de YouTube, puis la première vidéo ayant dépassé le milliard de vues le 21 décembre 2012, puis les 2 milliards le 31 mai 2014. Elle est en 2020 la septième des vidéos les plus visionnées sur YouTube avec un peu plus de 3,8 milliards de vues.
Gangnam Style est détrôné au classement du nombre de vues le 11 juillet 2017 par le clip See you again de Wiz Khalifa et Charlie Puth après cinq ans à sa tête.

## Analyse

### Paroles
Les paroles originales parlent de « la petite copine parfaite qui sait quand être précieuse et quand être sauvage ». Les paroles chantées pendant le refrain : 오빤 강남 스타일 (« Oppan Gangnam style ») pourraient être traduites par : « Grand frère a le style Gangnam », l'expression idiomatique « Oppa ! » étant un terme utilisé de manière familière par les jeunes filles coréennes pour appeler une personne plus âgée de sexe masculin. L'expression « Gangnam Style » est un néologisme coréen faisant référence à la mode haut de gamme et à un style de vie somptueux, particulièrement associé à des tendances à Gangnam-gu (강남) un quartier de Séoul, considéré comme la partie la plus riche de la région métropolitaine.

### Parodie à grand succès

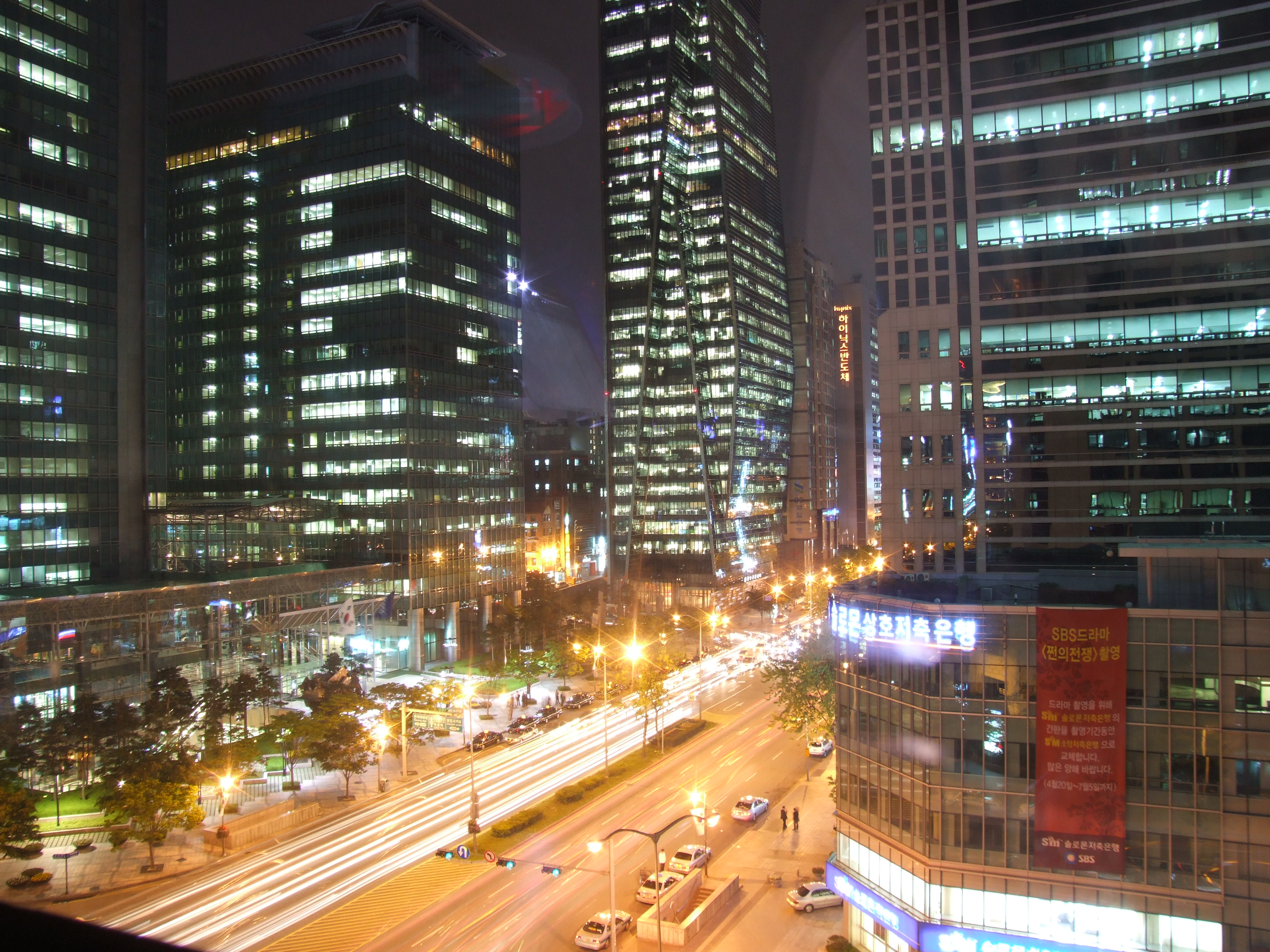
Une rue de Gangnam-gu.

Le clip vidéo montre Psy exécutant inlassablement une danse comique (souvent appelée a posteriori « danse du cheval » ou encore « danse du cavalier » dans le monde francophone et « horse-riding dance » en anglais), mimant de manière caricaturale les gestes de l'équitation (précisément un cavalier, plutôt cow-boy, au galop jouant de temps à autre de son lasso). Il apparaît dans différents décors présentés comme des lieux peu fréquentés de l’arrondissement de Gangnam-gu, quartier chic du sud de Séoul en Corée du Sud. Le clip et la chanson se veulent ainsi « un embrochement [de] l'image Gangnam par un non-Gangnam ». Le néologisme « Gangnam » est, par métonymie, le nom donné à tout ce qui rapporte à l'univers du riche quartier séoulien, de la même manière que l'expression française « seizième » pour parler des habitants ou de l'ambiance du seizième arrondissement de Paris. Pour résumer, Psy met en scène cette classe de la société que l'on appelle, selon une expression française, les « nouveaux riches »,,.
Psy fait notamment une critique de la débauche consumériste des jeunes femmes de ce quartier, et met en scène différents lieux de défoulement de la société sud-coréenne étouffée sous la pression sociale (représentée dans le clip par un sauna rempli de mafieux tatoués). La carrière d'entraînement des chevaux, la salle de sport, le métro, le supermarché sont transformés en discothèque, et des « ajumma » (littéralement « dames d’un âge certain ») traversent le pays en bus en chantant et en dansant. Symbole du réveil d'une Corée décomplexée face à la morosité de la société que met en scène Psy, ces femmes commencent à s'amuser après une vie à subir un mari artisan du « miracle économique coréen ». Mais Psy se défend de vouloir jouer au chanteur engagé en dénonçant les dérives d'une société de plus en plus inégalitaire. Il s'agit plus pour lui d'un prétexte pour s'amuser,,,,.

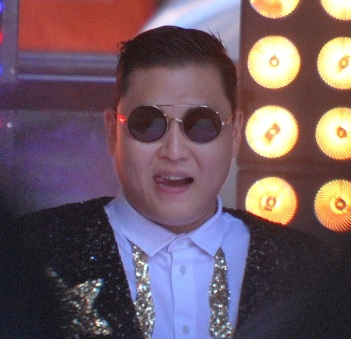
Psy interprétant Gangnam Style à Sydney.

Le fossé culturel entre la K-pop et le monde occidental est manifeste ; alors que les nombreux boys bands coréens rencontrent un immense succès dans toute l'Asie, grâce à une solide industrie de la chanson extrêmement bien rodée, leur exposition dans les autres régions du monde ne reste que confidentielle. Cela s'explique par le fait que dans les années 1990, le phénomène des « boys band » s'est essoufflé en Europe et Amérique du Nord. Les chanteurs et groupes asiatiques se sont inspirés de cette période, et le phénomène « boys et girl group » a donc pu connaître un second souffle grâce à la K-pop. Paradoxalement, c'est grâce à l'amusant Gangnam Style que la culture musicale coréenne plus « classique » (que l'on pourrait qualifier de plus « gangnam ») s'est immiscée en Occident, au-delà du buzz et de Psy en lui-même. Le chanteur surmonta d'ailleurs, plus facilement que de coutume pour un artiste asiatique, les obstacles culturels entre Extrême-Orient et Occident. D'autant plus qu'au moment où Psy façonne son futur tube (début 2012), le mythe coréen du style de vie « Gangnam », qui sert de base à la chanson, tend à décliner. Il avait atteint son apogée, dans l'imaginaire collectif sud-coréen, au cours des années 2000, mais, depuis quelques années, se moquer de Gangnam était plutôt passé de mode en Corée, car ce quartier tendait à perdre de son bling-bling, la crise économique n'y étant pas étrangère.
Pour expliquer cet étrange succès, les critiques analysent que, d'un point de vue artistique, la parodie passe nécessairement par l'hyper-sophistication des images et du son, au service du ridicule que l'on recherche à tout prix. La joie et l'humour qui émanent de ce ridicule se veulent salvateurs face à la morosité du style de vie « gangnam ». Par exemple, Psy porte successivement plusieurs costumes colorés et voyants, tout en gardant les mêmes lunettes de soleil noires. Avec la différence entre l'apparence de son visage (coiffure, lunettes), sa musique plutôt stricte (ou du moins conventionnelle) et la désuétude de sa danse et de ses costumes, il réalise une sorte d'oxymore entre « tenue chic et danse ringarde », créant ainsi le décalage en puisant ses références directement dans cette classe de la société coréenne (carrière de chevaux, sauna, supermarché, etc.) et des contenus vidéoludiques déjà célèbres.
Mais cette recherche du ridicule déplaît fortement aux détracteurs du phénomène Gangnam Style. Pour Dafna Zur de l'université Stanford, le retentissement mondial de Gangnam Style met également en jeu le complexe d'infériorité des Sud-Coréens, pour qui toute publicité est une bonne publicité, quel qu'en soit le fondement. En effet, l'ensemble des autorités et de l'Intelligentsia de Corée oublièrent leurs critiques réticentes du début (qui dénigraient le côté superficiel de Gangnam Style), face au succès mondial de la chanson.
Autre paradoxe, l'intéressante double-lecture de la chanson et du clip n'est compréhensible que par des spectateurs familiers de la culture coréenne, ce qui accentue l'apparent fossé culturel ; l'ampleur du succès remporté par Gangnam Style n'en est que plus inédite, voire absurde. En effet, selon ses propres mots (dans une interview pour Reuters), Psy déclare que Gangnam Style était à la base adressée exclusivement aux fans de K-pop.
Outre la drôlerie grotesque de la « horse-riding dance » de Judson Laipply, les raisons du succès sont donc complexes à définir à l'heure d'internet et du buzz. Toujours est-il que l'universalité du style de vie de la classe sociale dépeinte par Psy a été relevée. Pour certains spécialistes, Gangnam est à Séoul ce que Beverly Hills est à Los Angeles : une zone de richesse déployée à la vue de tous, une collection de centres commerciaux de luxe, d’écoles privées et de cliniques de chirurgie esthétique, en somme un temple de la consommation dont, par exemple, Katy Perry et Snoop Dog avaient déjà pris le parti de se moquer, gentiment et avec recul, dans California Gurls (littéralement « meufs de Californie »), une chanson arrivée en tête des charts dès sa sortie en mai 2010.
D'un point de vue strictement coréen, on tient à relativiser l'importance du fond et de la double-lecture de la chanson (« Je voulais juste m'amuser. Cette chanson n'a pas de signification particulière », déclare Psy) et on explique son succès par la puissance de l'« Hallyu » (littéralement « vague coréenne ») menée, au moyen de la K-pop, par la société YG Entertainment, depuis le milieu des années 1990, et qui commence à entrer en Occident par diverses portes (on cite par exemple les groupes Wonder Girls, Big Bang ou 2NE1 au succès toujours grandissant en Europe et aux États-Unis). Cette culture jugée transnationale, aux confins du nationalisme coréen et du grand capitalisme international (le second prenant le premier comme alibi et comme soutien), n'aurait aucun mal à se commercialiser internationalement à l'heure d'internet, et ce au détriment de l'ancienne culture sud-coréenne, comme en juge le webzine progressiste sud-coréen Pressian. Psy n'est cependant pas tout à fait un chanteur de K-pop banal, comme le fait remarquer Sisa-In. Lorsqu'il entre à YG, il a déjà trouvé son style donc son public. En effet, dès ses débuts, il impulse lui-même la direction que prendra sa carrière, selon ses aspirations personnelles et non le désir des producteurs, ce qui explique la fidélité de son public en Corée. De ce fait, Psy engrange depuis toujours une confiance en lui et en ses fans. Ces deux prédispositions que sont son statut de musicien confirmé ayant l'envie de partager sa musique avec les autres, et son aisance vis-à-vis des codes du système occidental, renforcée par une excellente pratique de l'anglais, seraient à mettre sur le compte de l'éducation qu'a pu lui offrir son propre père, dont plusieurs journaux relatent la grande richesse. Celui-ci vivait avec son fils à Gangnam-gu, ce qui permit à ce dernier de jouir d'études de très bon niveau (Berklee college of music à Boston aux États-Unis), et ce malgré de nombreux débordements au niveau du comportement (comme une condamnation en 2001 dans une affaire de trafic de marijuana),,,,,,,.

## Tournage du clip
Sur les dix lieux différents présents dans le clip, seules trois scènes ont vraiment été tournées dans le district de Gangnam. La scène du sauna, la scène de l'ascenseur et la scène de salle de bain ont été filmées ailleurs[réf. nécessaire], dans la grande banlieue de Séoul, à Songdo, un district d'Incheon. La vidéo a été filmée en 48 heures en juillet 2012.[réf. nécessaire]
Dans la K-pop, il est courant que des célébrités s'adonnent à des caméos dans les clips d'autres artistes. Ici plusieurs célébrités apparaissent dans les scènes de danse de l'ascenseur ou dans le parking :
- Kim Hyuna, une membre du groupe 4Minute, apparaît avec Psy dans la scène finale. Une autre version officielle du clip vidéo est sortie où c’est Kim Hyuna qui interprète la musique en compagnie de Psy[23] ;
- Yoo Jae-Seok (en), une personnalité de télévision, danse en costume jaune ;
- No Hongchul (en), une personnalité de télévision, danse dans l’ascenseur ;
- Daesung et Seungri, deux membres du groupe Big Bang, jouent au Jangqi.

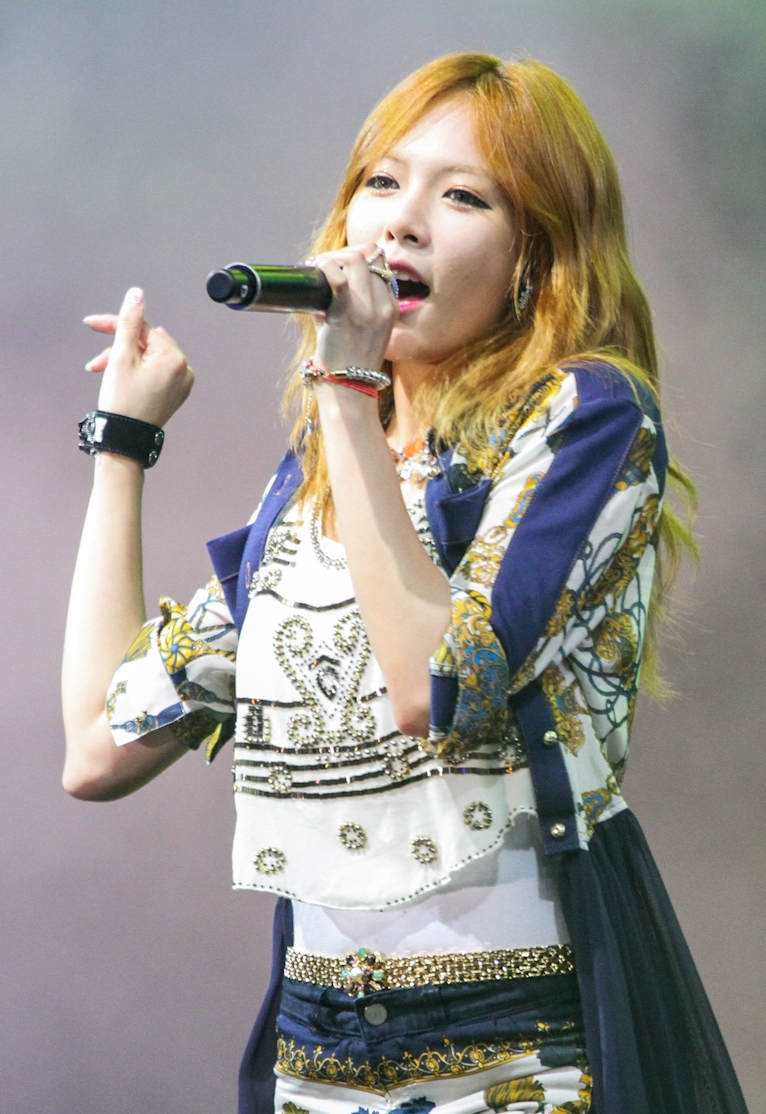
Kim Hyuna
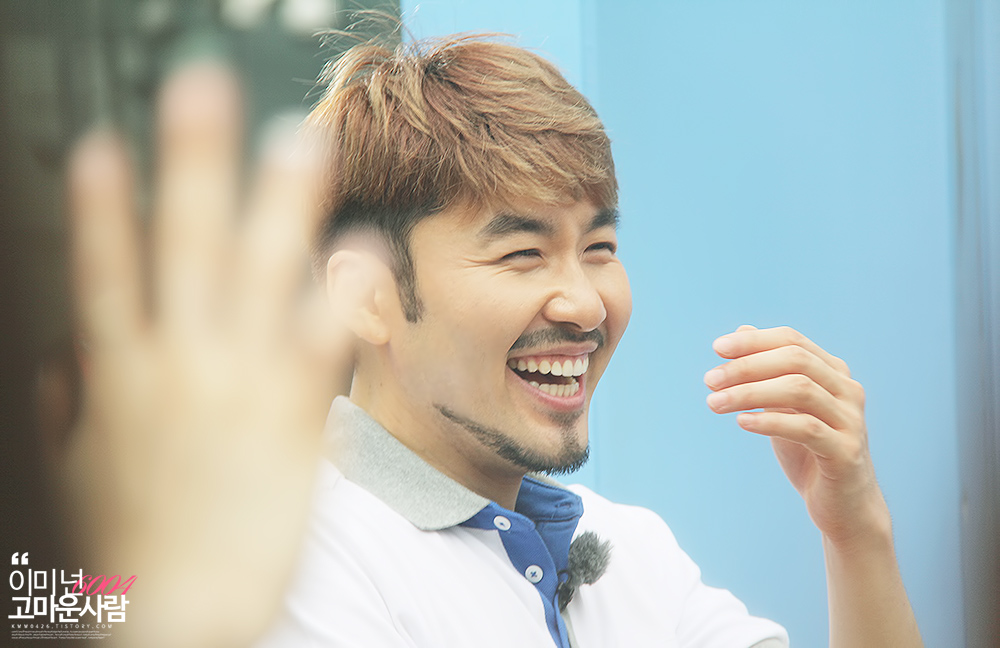
No Hongchul (en)
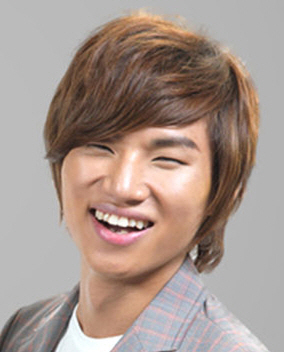
Daesung
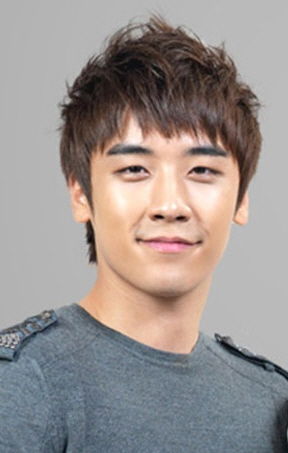
Seungri

## Performances

### Internet
Le clip vidéo est mis en ligne sur le site de partage vidéo YouTube le 15 juillet 2012. En moins d'un mois et demi, la semaine du 28 août 2012 la vidéo dépasse le clip vidéo de la chanteuse canadienne Carly Rae Jepsen avec Call Me Maybe et se classe numéro un du classement YouTube Top 100 Music Videos. Le 1er septembre, la vidéo dépasse en nombre de vues le clip Gee du girl group sud-coréen Girls' Generation et devient ainsi la vidéo de K-pop la plus visionnée sur YouTube. Le clip atteint rapidement, le 3 septembre 2012, le cap des 5 millions de vues par jour. Fin septembre, la chanson est classée 1re sur iTunes dans 31 pays.
Le 20 septembre 2012, le clip a battu le record mondial du nombre de « Like » sur YouTube avec 2 234 641 votes positifs le 21 septembre 2012, dépassant ainsi le précédent record de 1 575 979 détenu par LMFAO avec Party Rock Anthem dans le livre Guinness des records. Le clip a dépassé le 1er novembre 2012 On the Floor de Jennifer Lopez (615 millions de vues). Moins d'un mois plus tard, le 24 novembre 2012, la vidéo a devancé la chanson Baby de Justin Bieber et devient la vidéo la plus vue sur le site de partage YouTube. La vidéo a dépassé le milliard de vues le vendredi 21 décembre 2012.
YouTube a alors affiché une image animée représentant Psy effectuant la danse du cheval, à côté du nombre de vues de la vidéo.
Une fausse prophétie attribuée à Nostradamus et prédisant la fin du monde pour le 21 décembre 2012 a été présentée un mois auparavant par un pseudo-étudiant du nom de Guillaume Leroy qui fait le lien entre cette date et la performance de la vidéo de Psy, en soutenant que la fin du monde viendrait de la Corée, quand le clip de Psy atteindrait le milliard de vues sur Youtube. Cette vidéo-canular, due au réalisateur Simon Gosselin, a été finalement rattrapée par la réalité puisque le nombre de visionnages du clip a effectivement atteint le milliard de vues le 21 décembre 2012,.
Environ 47 % du total du nombre de vues viennent des États-Unis, 7 % du Royaume-Uni, 6,8 % du Canada et 4 % de la Corée du Sud.
Le 31 mai 2014, le clip devient le premier à dépasser la barre des deux milliards de vues sur YouTube. Début décembre, Google annonce que le compteur de vues de YouTube est bloqué à 2 147 483 647, ce nombre étant le maximum possible pour un entier signé de 32 bits. L'annonce précise aussi que YouTube a dû passer le stockage en 64 bits (leur permettant ainsi de compter jusqu'à 9 223 372 036 854 775 807 vues). Quelques heures plus tard, Google annonce qu'il s'agit d'une blague, car ils avaient anticipé ce changement deux semaines plus tôt. Le 20 janvier 2016, le clip franchit le cap des 2,5 milliards de vues sur le compte officiel YouTube de l'artiste.
Le clip reste la vidéo la plus vue sur YouTube pendant 4 ans et demi, jusqu'au 10 juillet 2017, où elle est dépassée par See You Again de Wiz Khalifa et Charlie Puth.
En novembre 2017, la vidéo dépasse les 3 milliards de vues sur YouTube.

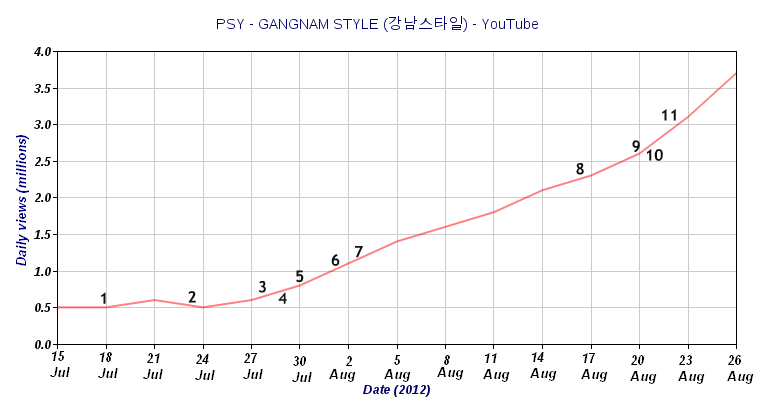
1. Premier évènement notable : les fans de K-pop Katie et Mindy Anderson mettent la vidéo en ligne le 18 juillet 2012
2. Les blogueurs de K-pop Simon et Martina Stawski font une parodie de la vidéo, mise en ligne le 23 juillet 2012
3.a La vidéo est partagée sur le site web communautaire social Reddit, le 28 juillet
3.b Le chanteur de pop britannique Robbie Williams commente la vidéo sur son blog, le 28 juillet
3.c Présenté par le premier journal étranger Ilta-Sanomat (Finlande) le 28 juillet
4. Le rappeur américain T-Pain est la première célébrité qui partage la vidéo sur Twitter le 29 juillet
5. La vidéo est partagée par Neetzan Zimmerman sur le groupe de médias américain Gawker le 30 juillet
6. La vidéo est partagée par le commentateur de la vie politique américaine Andrew Sullivan, qui fait un article dans le site Web d'information américain The Daily Beast le 1er août
7. La chaînes d'informations télévisées américaine CNN International et The Wall Street Journal parlent de la vidéo, le 3 août,
8. La chanteuse canadienne Nelly Furtado chante en live Gangnam Style lors de son concert aux Philippines le 16 août
9. Psy chante en live Gangnam Style au Dodger Stadium à Los Angeles en Californie le 20 août. Cet évènement marque sa première représentation sur scène aux États-Unis
10. Katy Perry partage le clip vidéo Gangnam Style avec ses 25 millions d'abonnés sur Twitter le 21 août
11. Psy apparaît sur la chaîne de télévision musicale américaine VH1 avec les présentateurs Carrie Keagan et Jason Dundas le 22 août. Cet évènement marque sa première représentation dans un plateau de télévision américaine.

### Hit-parades
Le single entre à la 6e place du Billboard Korea K-Pop Hot 100, la semaine du 28 juillet 2012. La semaine d'après, le single atteint la première place, et y reste durant 5 semaines consécutives. Dans le classement Gaon Single Chart, la chanson est téléchargée plus de 816 000 fois et entre directement à la première place. Gangnam Style reste numéro un durant 5 semaines également dans le Gaon Single Chart. Le 22 septembre 2012, la chanson est téléchargée plus de 22 millions de fois en Corée du Sud. Le 21 août 2012, Gangnam Style se classe numéro un du iTunes Music Video Charts, dépassant la vidéo de l'artiste canadien Justin Bieber As Long as You Love Me ainsi que la chanteuse américaine Katy Perry avec Wide Awake ; une première pour un artiste coréen d'atteindre la première place. Depuis septembre 2012, la vidéo est numéro un du classement Billboard YouTube Music Chart. Aux États-Unis, Gangnam Style entre à la 74e place dans le classement Billboard Hot Digital Songs (en) avec 23 000 téléchargements la semaine du 8 septembre 2012. Deux semaines plus tard, le single atteint la 25e place avec 61 000 téléchargements. Alors que jusqu'au 31 août 2012, le single s'est vendu sous format numérique à 57 000 exemplaires. Le single progresse rapidement et arrive 4e la semaine du 29 septembre 2012 avec 188 000 téléchargements. À la date du 22 septembre, il rentre 64e place du classement Billboard Hot 100, devenant la 2e chanson de K-pop a entrer dans ce classement américain après la chanson Nobody sorti en 2009 du groupe girlsband sud coréen Wonder Girls. Durant la même semaine, Gangnam Style entre également dans le classement Billboard Pop Songs à la 28e. Le 11 octobre 2012, le single s'est vendu à 1 million d'exemplaires aux États-Unis, devenant ainsi la première chanson de K-pop à dépasser la barre du million dans le pays. Dans la 2e semaine de présence dans le Billboard Hot 100, Gangnam Style progresse de 53 places et arrive 11e. Dans sa troisième semaine de présence, le single entre dans le top 3 et arrive numéro 2, juste derrière One More Night du groupe américain Maroon 5. Gangnam Style est la première chanson de K-pop à atteindre le top 10 aux États-Unis.
Le 1er septembre 2012, Gangnam Style entre à la 196e place au Royaume-Uni le classement UK Singles Chart. Dans sa deuxième semaine d'exploitation, le single atteint la 61e place. La semaine suivante la 37e place est atteinte. Le 19 septembre, Gangnam Style passe de la 31e place à la 16e place. En France, la semaine commençant le 8 septembre 2012, le single entre à la 97e dans le classement de la SNEP. La semaine d'après, Gangnam Style effectue une grande progression de 51 places et arrive 46e. La semaine du 22 septembre 2012, le single entre dans le top 20 et se classe 18e. La semaine du 26 septembre, Gangnam Style entre cette fois-ci dans le top 10 français en arrivant 6e. La semaine du 6 octobre, Gangnam Style atteint le top 5, en atteignant la place numéro 4, puis la place numéro 2 la semaine d'après. La semaine du 20 octobre 2012, Gangnam Style progresse d'une place et détrône la chanteuse barbadienne Rihanna avec son single Diamonds qui a été numéro un durant deux semaines consécutives. En Finlande, Gangnam Style atteint la première place du classement Official Finnish Download Chart en août. Le single entre directement à la 1re place du classement généraliste.

## Reprises et influences culturelles

### Jeu vidéo
La danse "Tagada hue" (Ride the Pony), dans le jeu "Fortnite", est directement inspirée d'une chorégraphie dans le clip "Gangnam Style" de Psy. La danse Gangnam Style fut finalement rendue disponible le 29 janvier 2021.

### Flash mobs

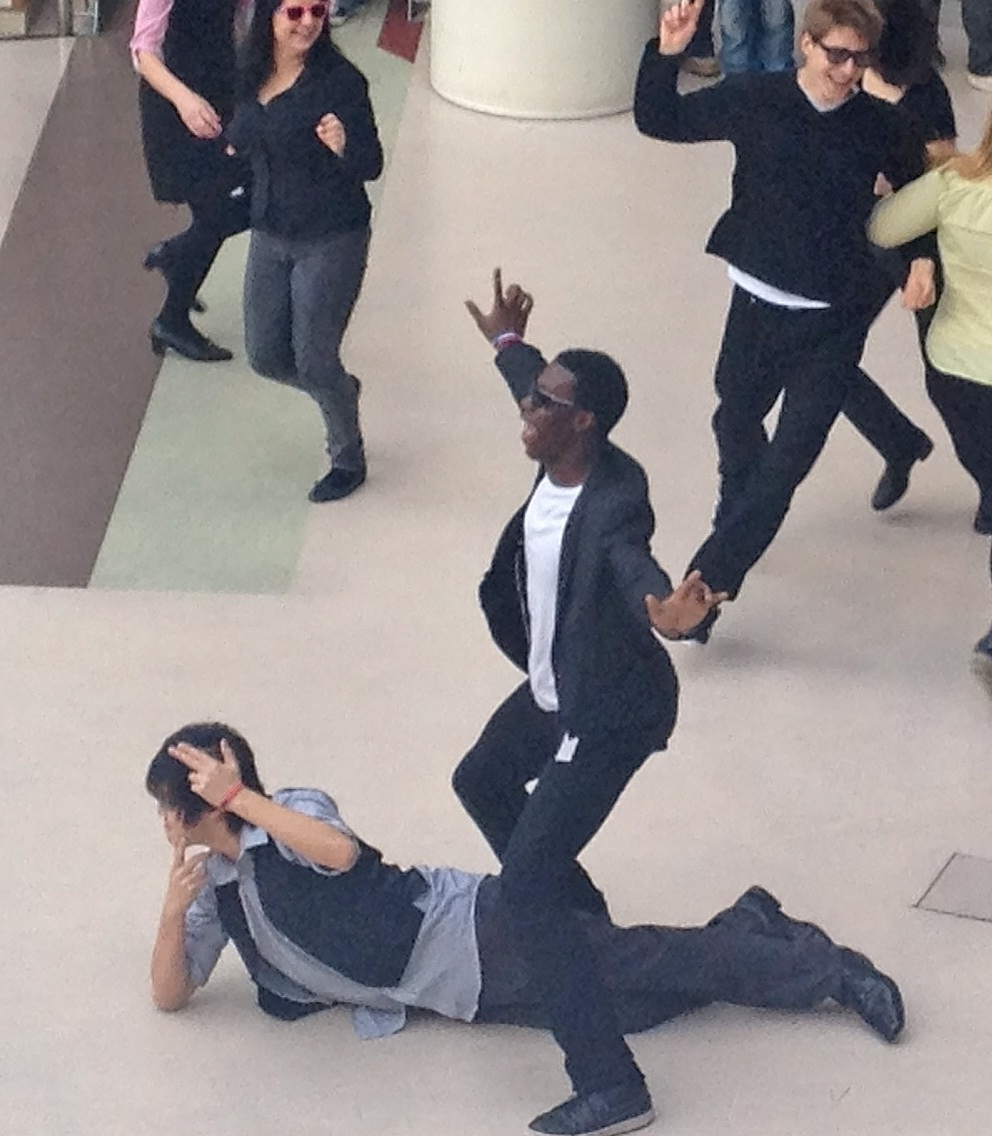
Étudiants de l'université de Bradford reprenant la danse de l’ascenseur

Grâce à internet, de nombreux flash mobs de Gangnam Style sont organisés à travers le monde. Le tableau ci-dessous répertorie ceux qui ont réuni le plus grand nombre de participants.
| Date             | Lieu                        | Pays         | Participants | Réf.   |
| ---------------- | --------------------------- | ------------ | ------------ | ------ |
| 6 octobre 2012   | Séoul                       | Corée du Sud | 15 000       | [ 67 ] |
| 6 octobre 2012   | Palerme                     | Italie       | 9 000        | [ 68 ] |
| 14 octobre 2012  | Makassar                    | Indonésie    | 12 000       | [ 69 ] |
| 20 octobre 2012  | Place du Château, Varsovie  | Pologne      | 6 000        | [ 70 ] |
| 21 octobre 2012  | Piazza del Duomo, Milan     | Italie       | 20 000       | [ 71 ] |
| 5 novembre 2012  | Jardins du Trocadéro, Paris | France       | 20 000       | [ 72 ] |
| 10 novembre 2012 | Piazza del Popolo, Rome     | Italie       | 30 000       | [ 73 ] |

### Médias
Selon The Wall Street Journal, le rappeur américain T-Pain était l'un des premiers à avoir partagé la vidéo sur le net sur le site de réseau social et de microblogage Twitter. La vidéo est ensuite reprise par le blogueur Gawper Neetzan Zimmerman, qui a demandé « Cet artiste de hip-hop sud-coréenne underground a-t-il sorti le meilleur clip de l'année ? » le 30 juillet 2012. Le clip vidéo a alors attiré l'attention de nombreux média tels que CNN International,, CBC News, le Los Angeles Times (lors de son passage au Dodger Stadium à Los Angeles) ou The Washington Post qualifiant le clip vidéo de musique virale, Le Point, Libération, ou Le Nouvel Observateur, mais également de plusieurs célébrités telles que Robbie Williams, T-Pain, Simon Pegg, Josh Groban, Katy Perry ou Nelly Furtado (lors de son concert à Quezon City), Tom Cruise, Joseph Gordon-Levitt, William Gibson ou les Nations unies.
Lors d'une interview avec l'agence de presse mondiale et généraliste londonienne Reuters, Psy explique que cette chanson est à l'origine produite seulement pour les fans de K-pop de Corée du Sud. La première fois que cette vidéo a attiré l'attention d'un média étranger est le 18 juillet 2012 lorsque les animateurs américains Katie et Mindy Anderson en font un thème de leur émission, qui s’intitule « Psy Gangnam Style MV Reaction ». Le couple Anderson a ensuite été interrogé par Evan Ramstad du Wall Street Journal. L'article de cet interwiew est publié par Evan Ramstad sous le titre « Kpop Music Mondays: Psy Gangnam Style ». Une parodie de Gangnam Style est mise en ligne le 23 juillet par un blogueurs de K-pop Simon et Martina Stawski, un couple canadien vivant à la capitale sud coréenne Séoul.
À la suite de la création de la catégorie « Rewind » par YouTube pour sélectionner les vidéos qui ont marqué l'année, de nombreuses vidéos ont été sélectionnées dont Gangnam Style et Call Me Maybe de Carly Rae Jepsen. Pour l'occasion, le logo de YouTube est devenu bleu ciel et a comporté une image animée représentant Psy exécutant la danse du cheval. Psy ainsi que de nombreuses autres personnalités du web participent à la vidéo de présentation Rewind YouTube Style 2012,.

### Cinéma
Sauf indication contraire, les informations mentionnées dans cette section peuvent être confirmées par le générique de fin de l'œuvre audiovisuelle présentée ici, ainsi que par la base de données cinématographiques IMDb,  présente dans la section « Liens externes ».
La chanson a été réutilisée comme musique additionnelle dans plusieurs films :
- 2013 : C'est la fin, film de Seth Rogen et Evan Goldberg
- 2014 : Opération Casse-noisette, film d'animation de Peter Lepeniotis
- 2014 : Moms' Night Out, film des frères Erwin
- 2015 : Un gallo con muchos huevos (en), film d'animation de Gabriel et Rodolfo Riva Palacio Alatriste.
- 2016 : Bridget Jones Baby, film de Sharon Maguire

### Politique
Le 18 septembre 2012, le gouvernement nord-coréen devient le premier à utiliser la musique pour son activisme politique lorsqu'il a mis en ligne une parodie intitulée I'm Yushin Style! sur son site web Uriminzokkiri. La parodie se moque du parti politique conservateur au pouvoir sud-coréen de la candidate présidentielle Park Geun-hye. Elle représente une image modifiée avec la tête de la candidate présidentielle sur le corps de Psy en train de réaliser la chorégraphie de la musique.
Dans un article de presse paru en décembre 2012 dans Le Monde, le rédacteur en chef de GQ voit (entre autres) dans ce phénomène un avatar du capitalisme numérique, « De même, quand nous dansons ou hurlons sur le titre de Psy, que nous soyons coréens ou chinois, américains ou français, c'est comme si nous lancions un cri de guerre inconscient contre la mondialisation cybermarchande. ».

### Reprises et parodies
La chanson Gangnam Style, elle-même une parodie, a donné suite à de nombreuses autres reprises parodiques telles que Mitt Romney Style, NASA Johnson Style, Minecraft Style et Eton Style. En Suisse, Laurent Nicolet a créé une parodie sous le titre de Gen'vois staïle, qui a aussi donné lieu à un clip réalisé par Jean-Alexandre Blanchet. Au Québec, on retrouve Gabriel Nadeau Style, une critique humoristique des actions prises par celui-ci lors de la grève étudiante québécoise de 2012, diffusée lors du Bye Bye 2012. En France, c'est le présentateur et humoriste Cyril Hanouna qui reprend le titre à l'été 2012, avec La Danse de l'épaule, dont le clip met en scène l'humoriste et des danseurs effectuant une chorégraphie à base de mouvements d'épaule, le buste raide.
Gangnam Style a également été reprise par la chanteuse et actrice américaine d'origine coréenne Jenna Ushkowitz dans l'épisode 8 de la saison 4 de Glee intitulé Thanksgiving[réf. souhaitée]. Bien que née à Séoul, l'actrice ne sait pas parler le coréen et a dû apprendre la chanson en phonétique[réf. souhaitée]. Elle est également reprise en version rock par Flo dans l'émission Nouvelle Star diffusée sur la chaîne française D8, dont la vidéo fait ensuite le buzz sur Internet.

## Liste des pistes
Promo - numériqueSchoolboy / Republic 
1. Gangnam Style - 3:39

CD-Single Schoolboy / Republic 
1. Gangnam Style (강남스타일) - 3:39
2. Extras : Gangnam Style (Music Video)

## Classements et certifications
| Classement (2012)                       | Meilleure position |
| --------------------------------------- | ------------------ |
| Allemagne (Media Control AG)            | 1                  |
| Australie (ARIA)                        | 1                  |
| Autriche (Ö3 Austria Top 40)            | 1                  |
| Belgique (Flandre Ultratop 50 Singles)  | 1                  |
| Belgique (Wallonie Ultratop 50 Singles) | 1                  |
| Canada (Hot 100)                        | 1                  |
| Corée du Sud (Gaon Digital)             | 1                  |
| Corée du Sud (K-Pop Hot 100)            | 1                  |
| Colombie (National-Report)              | 1                  |
| Danemark (Tracklisten)                  | 1                  |
| Écosse (OCC)                            | 1                  |
| Espagne (Promusicae)                    | 1                  |
| États-Unis (Hot 100)                    | 2                  |
| États-Unis (Pop Songs),                 | 10                 |
| États-Unis (Rap Songs)                  | 1                  |
| États-Unis (Hot Dance Club Songs)       | 3                  |
| États-Unis (Adult Pop Songs)            | 36                 |
| Europe (Digital Songs)                  | 1                  |
| Finlande (Suomen virallinen lista)      | 1                  |
| France (SNEP)                           | 1                  |
| France (Club 40)                        | 1                  |
| France (Airplay)                        | 9                  |
| Grèce (Digital Songs)                   | 1                  |
| Honduras (Honduras Top 50)              | 1                  |
| Hongrie (Dance Top 40)                  | 3                  |
| Hongrie (Single Top 40)                 | 2                  |
| Islande (Tónlist (en))                  | 3                  |
| Irlande (IRMA)                          | 2                  |
| Israël (Media Forest)                   | 1                  |
| Italie (FIMI)                           | 1                  |
| Japon (Hot 100)                         | 20                 |
| Liban (Lebanese Top 20)                 | 1                  |
| Luxembourg (Digital Songs)              | 1                  |
| Mexique (Airplay)                       | 1                  |
| Mexique (Monitor Latino)                | 2                  |
| Nouvelle-Zélande (RMNZ)                 | 1                  |
| Norvège (VG-lista)                      | 1                  |
| Pays-Bas (Single Top 100)               | 1                  |
| Pologne (Airplay)                       | 2                  |
| Portugal (Digital Songs)                | 1                  |
| Tchéquie (IFPI Rádio)                   | 1                  |
| Royaume-Uni (UK Singles Chart)          | 1                  |
| Roumanie (Romanian Top 100)             | 16                 |
| Russie (2M)                             | 1                  |
| Slovaquie (IFPI Rádio)                  | 7                  |
| Suède (Sverigetopplistan)               | 2                  |
| Suisse (Schweizer Hitparade)            | 1                  |
| Venezuela (Record Report)               | 47                 |

| Classement (2012)            | Position |
| ---------------------------- | -------- |
| Canada (Hot 100)             | 37       |
| Corée du Sud (K-Pop Hot 100) | 1        |

| Pays                      | Certification | Ventes    |
| ------------------------- | ------------- | --------- |
| Allemagne (BVMI)          | 1 × Or        | 150 000   |
| Australie (ARIA)          | 10 × Platine  | 700 000   |
| Autriche (ARIA)           | 2 × Platine   | 60 000    |
| Belgique (BEA)            | 2 × Platine   | 60 000    |
| Canada (Music Canada)     | 4 × Platine   | 320 000   |
| Danemark (IFPI)           | Platine       | 60 000    |
| Espagne (Promusicae)      | Or            | 40 000    |
| États-Unis (RIAA)         | 4 × Platine   | 4 500 000 |
| France                    | Platine       | 300 000   |
| Italie (FIMI)             | Platine       | 60 000    |
| Nouvelle-Zélande (RIANZ)  | 3 × Platine   | 60 000    |
| Royaume-Uni (BPI)         | Platine       | 1 090 000 |
| Suède (Sverigetopplistan) | 4 × Platine   | 160 000   |
| Suisse (IFPI)             | 3 × Platine   | 90 000    |

## Distinctions
| Année | Lieu                             | Cérémonie               | Catégorie                                          | Résultat | Réf.    |
| ----- | -------------------------------- | ----------------------- | -------------------------------------------------- | -------- | ------- |
| 2012  | Hong Kong, Chine                 | Mnet Asian Music Awards | Meilleure vidéo musicale (« Best Music Video »)    | Lauréat  | [ 161 ] |
| 2012  | Hong Kong, Chine                 | Mnet Asian Music Awards | Chanson de l’année (« Song of the Year »)          | Lauréat  | [ 161 ] |
| 2012  | Francfort-sur-le-Main, Allemagne | MTV Europe Music Awards | Meilleure vidéo (« Best Video »)                   | Lauréat  | [ 162 ] |
| 2012  | Los Angeles, États-Unis          | American Music Awards   | Nouveau média à l’honneur (« New Media Honoree »)  | Lauréat  | [ 163 ] |
| 2013  | Los Angeles, États-Unis          | People's Choice Awards  | Vidéo musicale préférée (« Favorite Music Video ») | Nommé    | [ 164 ] |
| 2013  | Cannes, France                   | NRJ Music Award         | Chanson internationale de l’année                  | Lauréat  | [ 165 ] |
| 2013  | Cannes, France                   | NRJ Music Award         | Clip de l’année                                    | Lauréat  | [ 165 ] |

## Historique de sortie
| Pays             | Date               | Label                      | Format                   | Réf.    |
| ---------------- | ------------------ | -------------------------- | ------------------------ | ------- |
| Corée du Sud     | 15 juin 2012       | YG Entertainment           | Téléchargement numérique | [ 166 ] |
| Corée du Sud     | 18 juillet 2012    | YG Entertainment           | Album studio             | [ 167 ] |
| Japon            | Posté indéfiniment | YGEX                       | Long Play                | [ 168 ] |
| Union européenne | 4 septembre 2012   | Schoolboy, Universal Music | Téléchargement numérique | [ 169 ] |
| États-Unis       | 6 septembre 2012   | Schoolboy, Universal Music | Téléchargement numérique | [ 170 ] |

## Oppa Is Just My Style
Gangnam Style est officiellement réédité le 14 août 2012 sous le titre Oppa Is Just My Style (en coréen : 오빤 딱 내 스타일) avec la collaboration vocale de la chanteuse Kim Hyuna, membre du girl group sud-coréen 4Minute.